# Heanor
Heanor – miasto w Wielkiej Brytanii, w Anglii, w hrabstwie Derbyshire. Leży na zachodnim brzegu rzeki Erewash, 13,1 km od miasta Derby, 18,7 km od miasta Matlock i 188 km od Londynu. W 2001 roku miasto liczyło 22 620 mieszkańców. Heanor jest wspomniane w Domesday Book (1086) jako Hainoure.